# لیکورریا لیمانتور
لیکورِریا لیمانتور (اسپانیایی: Licorería Limantour‎؛ ‏ ترجمهٔ تحت‌اللفظی: مشروب‌فروشی لیمانتور) یک بار کوکتل در مکزیکوسیتی است که در سال ۲۰۱۱ افتتاح شد. این میکده در سال ۲۰۲۲ به‌عنوان سومین میخانهٔ برتر آمریکایی شمالی انتخاب شد.